# Bandiera del Queensland
La bandiera del Queensland è una Blue Ensign con a destra lo stemma dello stato.
Lo stemma ha forma circolare, è di colore bianco con al centro una Croce Maltese azzurra e una corona imperiale di Sant'Edoardo al centro della croce.
L'attuale bandiera del Queensland è stata adottata nel 1876, lo stemma fu disegnato da William Hemmant, segretario coloniale e tesoriere del Queensland nel 1876.

## Bandiere precedenti
La prima bandiera del Queensland fu adottata nel 1875. Era una Blue Ensign con un ritratto del profilo della regina su un cerchio blu circondato da un anello bianco e la scritta Queensland in oro sopra l'anello sul campo blu.
A causa della difficoltà a riprodurre lo stemma della regina su bandiere di grandi dimensioni l'anno dopo venne sostituito con lo stemma attuale.
Dal 1877 in poi ha subito qualche variazione lo stile della corona seguendo le mode dell'araldica del periodo o i desideri dei monarchi regnanti.
L'ultima variazione alla corona è stata richiesta nel 1953 dalla regina Elisabetta II.

Bandiera in uso nel 1859
Bandiera in uso dal 1870 al 1876
Bandiera in uso dal 1876 al 1901
Bandiera in uso dal 1901 al 1953